# 竹綱貞男
竹綱貞男（たけつな さだお、1909年 - 1985年）は日本の実業家。大阪府大阪市南区生まれ。工学博士。理学博士。紺綬褒章受章。

## 来歴・人物
大阪市立堂島小学校卒業。明石市立明石中学校中退。その後、大阪帝国大学や京都帝国大学で地球物理学の研究で助手を勤め、博士号を取得。
1939年3月1日、有限会社竹綱製作所（現：関西電熱）を京都府京都市内にて設立。電気炉、高電圧発生装置、理医化学機械の製造販売を始める。1945年8月以前は、日本海軍電気工業会協力工場として、高周波誘導炉を製造する。戦時中は空襲を受けるも、戦後物資統制令下においては、電気コタツ・電熱器具の製造販売、理医化学機械等の修理、金属分析組合設立、工業用金属材料を販売した。1949年に株式会社竹綱製作所を設立し、代表取締役社長に就任。電気ヒーター、温風器の製造・販売を展開。1950年からは、送風機の製造販売、熱風発生機製造も着手。朝鮮特需によって特殊金属の需要が伸びて業績を上げた。
明治天皇の落胤貞王宮と僭称した。1960年頃より、芸者だった母親の私生児だったこと、市販の菊柄布団から妄想を発し、布団のカラー写真を宮内庁へ送り、「自分が明治天皇の落胤であるかどうか」の調査依頼を、1985年に死去するまで続けた。